# Dimitri Nikolaïevitch Nabokov
Pour les articles homonymes, voir Nabokov (homonymie).
Dimitri Nikolaïevitch Nabokov (1827-1904) est un homme politique russe qui fut membre du Conseil d'État (1866) et ministre de la Justice de Russie du 30 mai 1878 au 6 novembre 1885.

## Biographie
Issu d'une famille de vieille noblesse russe, Dimitri Nikolaïevitch Nabokov épousa la baronne Marie von Korff (1842-1926) le 24 septembre 1859. 
Il est le père de Vladimir Dmitrievitch Nabokov (1869-1922), fondateur du Parti constitutionnel démocratique, élu à la première Douma d'État de l'Empire russe en 1906 et le grand-père du romancier, poète et critique littéraire Vladimir Nabokov (1899-1977). 
Sa fille  Nina D. (1860—1944) est l'épouse du général baron von Traubenberg (1855-1923).